# Phu Xai Lai Leng
Pu Xai Lai Leng là một ngọn núi trên dãy Trường Sơn Bắc. Ngọn núi có đỉnh cao 2720 mét và nằm trên biên giới giữa Việt Nam (tỉnh Nghệ An) và Lào (tỉnh Xiengkhuang). Đây là một trong các đỉnh cao vượt trội (Ultra prominent peak), nghĩa là cao hơn so với địa hình xung quanh từ 1500 mét trở lên, tại Đông Nam Á., đỉnh cao nhất vùng phía Bắc dãy Trường Sơn Núi có cấu tạo granit xuyên lên trầm tích cổ sinh hạ. Rừng chí tuyến và á chí tuyến ẩm.